# Pietropawłowsk (Jakucja)
Pietropawłowsk (ros. Петропавловск) – wieś w Rosji, w Jakucji, w ułusie ust-majskim. W 2010 liczyła 871 mieszkańców.